# GA 藝術科美術設計班
《GA 藝術科美術設計班》是季遊月聰子以四格漫畫形式發表的日本漫畫作品。
在創刊時開始連載，至第三號廢刊為止。後來在《Manga Time Kirara Carat》2005年8月號連載單篇短篇，並於同年11月號開始連載至2016年2月號（2015年12月）。另外，也有在虎之穴的店面發行的廣告雜誌以《GA材料放置場》的名義連載。
電視動畫於2009年7月開始播放。

## 故事簡介
以某高中美術班「GA」的一年級學生當中充滿個性的五個女學生為中心，描寫她們點綴著各種美術知識的上課情況以及環繞著她們的熱鬧學校生活。

## 登場人物

### GA一年級學生
故事主要登場人物，GA一年級學生的五人女子集團，別稱「野田美希劇團」。
山口如月（聲：戶松遙／香港：張頌欣）
通稱「如月」，作品中常用漢字表示。
和GA三年級的水淵是青梅竹馬，被以「小如」稱呼。
根據教授分析，給人的色彩印象為淡色系。是屬於努力型的畫家，生活中畫材的消耗量很大，因此經常會出入畫材店。。
雖然平凡又普通，但做事情都非常努力。特徵是戴著很大的眼鏡。時常會表現出天然呆的一面。
喜歡貓，對可愛的東西沒有抵抗力。擅長摺紙鶴，不喜歡標本而不敢碰觸。
喝碳酸飲料也會醉。
家中養了「麻櫟」和「杜鵑」兩隻狗，是如月撿來的棄犬。到高中才學會乘電車。
野田美希（聲：德永愛／香港：陳皓宜）
通稱「野田美希」，周圍的人稱呼她「野田」或「公主」。給人的印象色彩為亮色系，特別是黃色。對於時尚和流行相當敏感。
喜歡熱鬧，總是保持在興奮狀態，常做出多餘發言。個性像小孩一樣，喜歡惡作劇。在團體中負責帶動氣氛。
是屬於天才型的畫家，做事都是看心情，作畫是憑感覺，因此上美術課有一半都是在玩。
有就讀普通科的姐姐（聲：名塚雅絵／ 香港：成瑤孆）。家裡有養貓。
經常弄掉東西，因此畫冊貼滿了閃亮的反光貼紙。
雖然每次都能很快完成功課作業交上。但經常都是草草了事而被外間老師教訓。
主張有人幫她帶雨遮，因此下雨天，會叫別人
友兼（聲：澤城美雪／香港：陳琴雲）
通稱「友兼」。友兼為姓，五人組當中只有她的名字不明。給人的色彩印象為深色系。
特徵是男性化的外表，什麼事情都想用體力解決。第一人稱用「俺」。個性熱血，但有時也會欠缺臨門一腳。常和野田一起製造麻煩。
友兼的兄長是她唯一感到棘手的存在。在遊戲類的智慧戰上，哥哥的表演總較她出色，而且從都不會相讓，所以她一次都沒贏過。更甚的是，基於哥哥身體一向不好，所以他們的父母不准她反擊哥哥。導致友兼從小就積下很多怨氣，整天都要出去外面玩來發洩。奈三子和野田得悉後，推測其兄長就是造成友兼她現在這種性格的元兇。
與哥哥有某種電波感應，在哥哥暈倒時總是能第一個發現。
主張不帶雨傘。因此下雨天，亦從不會帶雨遮上學。
大道雅（聲：名塚佳織／香港：劉惠雲）
通稱「教授」，奈三子和她的母親則稱呼她「小雅（マサちゃん，發音不同）」。
給人的色彩印象為黑色，或是包含白色在內的單調色彩。現實生活中會大量購入黑色畫材。但本身其實是怕黑，在黑暗的地方會動彈不得。
是個外表黑長直，並且充滿神秘感的無口優等生。奈三子說她人品不錯，只是性格上有點怪怪的。
平常是用武士腔說話，所以稱呼別人時會加上「殿」。擁有豐富知識。特徵為黑色長髮。看起來對別人的行動沒興趣，事實上卻是充滿興趣，有時甚至會模仿其他人的行動。
擁有和動物溝通、看的見幽靈等特殊能力。
雖然在其它班中也佊俱人氣，異性緣不錯，但還沒有男朋友。而且其父母亦已經選好了她的結婚對象。
漫畫中本來有安排和婚約者見面，但因天氣狀況而引起的山崩而被迫取消。和服是家居服。
有多次表現出磁性體質（磁吸力、電波干擾等）。游泳時總是沉到水底。
本人有透露過濕氣重時關節會不好，只是不知是認真還是開玩笑。颱風時則會氣勢高昂。
不喜歡喝紅豆的罐裝飲料。唯一能若無其事地吃完「黑暗鍋」的人。
野崎奈三子（聲：堀江由衣／香港：黃紫嫻）
通稱「奈三子」。給人的色彩印象是灰色系。
集團中的大姐姐角色。個性普通，卻因為周圍都是怪人而異常顯眼。根據野田的行為判斷，奈三子應該是巨乳。
在野田和友兼失控或耍呆時會認真吐槽，也會幫忙收拾善後。而且，即使卧病在床，似乎亦能感應到野田和友兼在學校的白目行為。由於很會照顧別人，又會擔心朋友，也曾被稱呼為「奈三子媽媽」。
家在郊外的偏遠地區，家裡有養狗。姐姐也是GA畢業。曾招待如月等人到家過夜。

### 美術社
把舊資料室當作社團教室的五個學生。和GA1年級5人組很少接觸，兩組人馬的劇情是平行進行。
蘆原千佳子（聲：神田朱未／香港：何璐怡）
GA三年級女學生。是美術社社長，水淵稱呼他為「小蘆」。
說著一口中部腔，但常被誤認為關西腔。個性喧鬧，有開口前先動手的傾向，個性有點傲嬌。尊敬前代社長野崎，相當喜愛美術社和社團教室。對魚住有好感。
在保村加入美術社前，一個高年級的會員都沒有，後來連魚住也不參加部內活動。當時為了鼓勵更多人加入，隋時都有活動，每個星期都會到美術社來。
喜歡窩在美術社內的部長小屋，裡面還附有被子，是阿殿用紙皮弄給她的，但給水淵在整理部內雜物期間，運用勸力強行拆掉。並且在小屋內找到很多全新的廣告彩顏料。後來，水淵為她設了一個新的會長箱讓她在內睡覺。
在保村認識的所有人裡，蘆原是唯一個會罩著箱子睡覺的人。
在部內云云惡作劇的道具中，她最喜歡一件名為「每日不同蒙羅麗莎」的作品。那是一幅外表很普通的畫，但其實裡面藏有很多幅畫，只要一張一張地拿走上面的畫，不同形象的蒙羅麗莎就會不斷出現，而且一個比一個恐怖。
校內流傳的靈異事件多半是她的傑作(1.不能通過的樓梯、2.滿身是血的徘徊女生、3.不會枯萎的櫻花枝、4.校舍內的怨靈)。
漫畫提及其廚藝不錯，但不知為何最後總會變了和式。在創作遇上瓶頸時就會關在房間裡用白色粉末做「精神統一」（蕎麥麵）。
小時候的夢想是長大後，能試穿吉祥物的布偶衣服。投稿到捐血廣告吉祥物募集的塗鴉入選，寫生畫深深打動如月的心，相當具有美術直覺。
喜歡一位名為「本田舞」的現代畫家。並立志畢業後，要讀藝術大學累積經驗，實現成為「本田舞」入室弟子的夢想。
據說擁有「四色型」的色覺，能像鳥類或爬蟲類一樣辨識紫外線。
水淵（聲：小清水亞美／香港：余欣沛）
GA三年級女學生。校園生活環境社社長兼唯一社員。
蘆原的朋友，自稱「小蘆的保護者」，經常照顧蘆原。性格冷靜沉著，和蘆原呈明顯對比。個性溫和，總是面帶笑容，找不到缺點。常把制服的緞帶拿掉。
和如月是青梅竹馬，在如月國中時曾帶她參觀學校，成為如月選擇GA就讀的契機。如月考試合格時，送給她有名廠商的顏料作為賀禮。實際上在第一話就登場過，除了五個主要角色外是登場最久的角色。
魚住（聲：小西克幸／香港：巫哲棋）
普通科特別升學班（FA）三年級學生，美術社副社長。保村偶爾以「瑤柱」稱呼他，但被本人嫌棄。個性冷靜，充滿知性。喜歡會在社團教室內溫書。
漫畫中提及其實有輕微色盲，分不清紅色和綠色，卻被蘆原說能更了解梵谷的畫。似乎對蘆原有好感。
與蘆原共同受到入部後的洗禮，這是美術部的傳統儀式，歷代美術部新會員都要遵守。事後造成他的心理陰影。　總是會吐糟美術社內的社員，大多都是奇怪或恐怖。
保村（聲：內藤玲／香港：張裕東）
就讀工業科汽車整備班（J） 二年級男學生。被蘆原拉進美術社。個性熱血。
由於美術社面臨廢社，試圖邀請一二年級學生加入卻沒有成果。
一年級時在美術部的歡迎會上吃「黑暗鍋」，還吃到肚子痛，而需要告假一天。
漫畫中形容容易單戀其他女生，野田的姊姊為其中之一。接著又對宇佐美一見鍾情。
在得知宇佐美會擔任他其中一個科目的指導老師時，突然莫名對學校充滿熱誠和期待。會做一些討罵的行為，只為令到宇佐美老師的記憶內有他。
友兼兄（聲：澤城美雪／香港：何承駿）
GA二年級男學生。GA一年級的友兼是他的妹妹。兩兄妹在作品中都只有出現姓氏而沒有提及過名字。
性格斯文溫柔，而且有禮貌，與妹妹性格恰好相反。但處事大膽的地方卻意外地多，而且有點腹黑。曾以身體差，關鍵時刻往往會處事力不從心為由，說服一向做事熱血的保村，希望對方能伸出援手，但就魚住以旁觀者的角度看來，他只是不想弄髒自己的手。
身體孱弱的他，從一年級開始就很少去上學。上學期間，還會經常不適而到保健室休息。保健室的老師擔心他的成績表和低出席率會影響未來升學就業。和笹本老師商量後，建議他參加課外活動，好讓成績表好看一點。
參觀美術部後，對部內道具的造型技術相當感興趣，還主動要求讓嘗試修補部內一些損壞的道具。更即場遞交入部屇入部，希望每次的部內活動都能讓他參與其中。
另外，自少只能在室內活動，故花很多功夫製作驚奇箱之類的玩意來消磨時間，實驗對象多為妹妹。
兄妹二人相似的外表，令他被形容是「漂白了的友兼」；相對地，友兼亦被人形容是他的「健康版」。

### 美術老師
外間巧真（聲：津久井教生／香港：關令翹）
GA一年級的級任老師，男性。喜歡喝咖啡，喝的量很多。
宇佐美真由實（聲：南央美／香港：黃淑芬）
GA一年級的副級任老師，亦是繪畫科導師。女性。相當膽小，GA三年級的學生稱呼她為「鯊美老師（さめちゃん先生）」，原因是當初自我介紹時太過緊張把姓氏念錯的關係。對外間老師有好感。
終於鼓起勇氣嘗試捐血時，卻因貧血，血紅素不夠而遭拒絕，更為此而哭。維他命等營養補給品用的很兇。
畢業於彩井學園工業大學。教師經歷只有兩年，經驗不足，常煩惱怎麼對待學生（交作業的比率等），教師生活不斷陷入苦戰。
笹本辛（聲：高山南／香港：林芷筠）
GA三年級級任老師，女性。美術社與學園生活環境社顧問。美術社社員稱呼她為「殿」。
喜歡抽菸，而且菸癮很大。香煙牌子為「Boroboro」。自稱曾被戀人問「你覺得我和尼古丁哪個比較重要」。經常穿着一件灰袍(據說本來是白色，但被煙薰到變色)。
喜歡躲在美術社的社團教室內，為了將教室當作私人物品使用而擔任顧問。同時亦是GA一年級的素描老師。
本應負責管理美術社內的雜物房，但是膽小的她根本不會進去那間恐怖的。
對於經常一個人來美術社教室的蘆原感到煩擾，所以才會特地安排那間小屋把她隔離，但蘆原本人並不知道此真相。
漫畫中自稱脫了眼鏡是三國第一美女。
因平常運動量不足，所以換美術室時鐘閃到腰。
常常悄悄地盯著人。
越廼淑乃（聲：西村千奈美／香港：黃玉娟）
織品及服裝科老師，女性，身材矮小。
在課堂上，對學生作品要求很高，不容抄襲或是缺乏創意，但上課氣氛卻非常自由。
對偷懶或是缺乏創意的學生，會在課堂上毫不留情的責駡；對抄襲的學生，更會把作品示眾作處分。
春江
GB(音樂班)老師，女性，擅長茶道，也是禮法課的茶道老師。
森田
友兼兄長的班主任。

### 其他角色
吉川（聲：伊瀨茉莉也／香港：曾佩儀）
GA一年級女學生，和雅一起在美術展得獎。曾在禮法課上拿放點心的懷紙來速寫。棒球賽時曾向如月借了素描本來速寫對方球員。
野崎風二子
彩井學園的畢業生、2年前的美術社社長。從名字可以知道是奈三子的姐姐。教蘆原很多關於美術的知識與學校生活的小知識，對她十分照顧。畢業時把美術社的未來和新生招募的工作託付給蘆原。在就讀的大學處租屋，暑假回鄉時曾到美術社露臉。具有雅兩倍的技術、其製作的贋品(仿製品)常常造成騷亂。在其所帶領的美術社最興盛時期，社費曾達10萬日元。另外，也有能把買來存放的三天份食物一次吃光的大胃王能力。
奈三子之母（聲：香港：鄭麗麗）
如月等人到奈三子家裡拜訪時有友出來接待她們。用的發音稱呼雅，家中閒聊時也這樣稱呼。
三井祐子（聲：葉山郁美／香港：楊善諭）
GA三年級女學生，在分組作業時和蘆原一組，常一起起鬨。喜歡吃零食。曾被保村當成戀愛對象。
丸岡（聲：佐藤聰美／香港：沈小蘭）
GA三年級女學生。
野田姐（聲：名塚雅絵／香港：成瑤孆）
野田美希的姐姐。故事中並沒正式出場。與魚住同班。動畫中是班中保健委員，曾在雜誌當模特兒。
若海（聲：岡本信彥／香港：曹啟謙）
瑪莉安娜．馮．黛安尼
法國來的交換生。
原為PSP遊戲中的角色，漫畫中第四卷特別客串。

### 人物以外
早苗
放置美術部部室內的素描用人偶。會留在那裡是因為身上的服飾，那是學園高等部的舊冬季女子制服，現時已被西裝外套取替。傳聞有靈體寄附著。是怪談「校舍內的怨靈」的真身。

## 主要舞台

### 彩井高中
正式名稱為「彩井學園工業大學附屬彩井高級中學」，是縣內唯一擁有完整美術課程的學校。除了本作中心的藝術科外，還有普通科、工業科及衛生看護科，4科共12班。。
校園有很多以鳥為藍本的造景，在中庭養了多隻身價好幾千萬的雞，被稱為「雞大人」。由於學園長生肖屬狗，屋頂上的風向計的造型是狗而不是雞，不過肉眼很難識別（動畫版是土俑）。
彩井學園除了大學、高中以外還有國中部；雖然是男女合校，但作品中只有很少有男學生的戲份。
GA
正式名稱為「藝術科美術設計班」，GA的略稱不是「藝術科美術設計班（Geijutsuka Art design class）」，而是來自「藝術科A班」的縮寫，也有GB（藝術科B班，音樂班）存在，用來和其他班級區別。以前曾有GC（藝術科C班，服裝班）。
課程一半以上是視覺和造型設計，擁有各式各樣的設計專門科目。
除了收取學費，還有收取畫材以及美術館展示費用等雜費。
美術社
進行各種美術活動的社團。因為學校有美術班所以社員很少，更因社員人數不足(只有三位社員)而一度被要求廢社。後來和校園生活環境社合併，以兼顧另一邊的活動為條件而免於廢社。
校園生活環境社
笹本稱之為「校園雜務社」，簡稱「校環社」。受到活動內容影響，就算沒有社員也不會被廢社。在美術社面臨廢社時與其合併。從前校園生活環境社也曾和「校園媒體社」、「環境研究社」合併。
美術社社團教室
也被稱為舊資料室。和校園生活環境社共同使用，主要在活動日（周末）使用，平時則成為社員逗留之處。社團教室內有改造過的高中女生制服（野田曾經穿過）與名為「早苗」的素描用人形（進駐邁入第八年）。畫材很多，懶得回教室的GA學生偶而會來借東西。和放東西的舊GC（藝術科C班）教室相連。

### 其他舞台
古見堂
如月考高中前來買素描鉛筆的文具店。當時的店主是個老婆婆，但在不久後便去世了。如月再次光臨時已經換成孫子經營。
沢井畫房
如月常去光顧的畫材店。有定期特賣和抽獎等活動，如月也有收到活動通知明信片。

## 出版書籍
| 卷數 | 芳文社         | 芳文社                 | 青文出版社     | 青文出版社             |
| 卷數 | 發售日期       | ISBN                   | 發售日期       | ISBN / EAN             |
| ---- | -------------- | ---------------------- | -------------- | ---------------------- |
| 1    | 2006年9月27日  | ISBN 4-8322-7593-3     | 2011年2月9日   | ISBN 978-9-8625-6626-8 |
| 2    | 2008年1月28日  | ISBN 978-4-8322-7675-8 | 2011年5月25日  | ISBN 978-9-8625-6764-7 |
| 3    | 2009年8月27日  | ISBN 978-4-8322-7835-6 | 2011年9月25日  | ISBN 978-9-8625-6882-8 |
| 4    | 2011年10月27日 | ISBN 978-4-8322-4077-3 | 2012年4月25日  | ISBN 978-9-8631-0156-7 |
| 5    | 2012年8月27日  | ISBN 978-4-8322-4185-5 | 2013年11月25日 | ISBN 978-9-8631-0800-9 |
| 6    | 2014年1月27日  | ISBN 978-4-8322-4396-5 | 2015年1月25日  | EAN 471-8-0160-1134-2  |
| 7    | 2016年2月27日  | ISBN 978-4-8322-4665-2 | 2016年7月25日  | EAN 471-8-0160-1899-0  |
| 畫集 | 2016年5月27日  | ISBN 978-4-8322-4702-4 | 2017年5月25日  | EAN 471-8-0160-2365-9  |

## 電視動畫
2009年7月起在讀賣電視台和獨立UHF局播放。

### 製作人員
- 原作：
- 企画：高谷與志人（avex entertainment）、孝壽尚志（芳文社）、松本慶明（Marvelous Entertainment）、大熊保幸、三浦亨（AIC）、金子一志
- 脚本：待田堂子
- 人物設定：渡邊敦子
- 光暈設定：新野量太
- 總作畫監督：中原清隆
- 美術監督：春日礼兒（スタジオじゃっく）
- 色彩設計：漆戶幸子
- 攝影監督：今泉秀樹
- 編集：櫻井崇
- 音響監督：
- 音樂：安部純、武藤星兒（ダブルオーツ）
- 聯合製片人：後藤政則（avex entertainment）、米倉功人 (ytv)
- 製片人：龍貴大、小林宏之、丸山創（Marvelous Entertainment）、齋藤朋之（ytv） 、黄樹貳悠（AIC）、相田武一郎
- 動畫製作人：先川幸矢（AIC）
- 取材、美術協力：女子美術大學、女子美術大學附屬高等學校・中學校
- 動畫製作：AICPLUS+
- 監督：櫻井弘明
- 製作：GA製作委員會

### 主題曲
片頭曲
歌：彩井高校 GA girls
作詞：Noria；作曲、編曲：五十嵐“IGAO”淳一
片尾曲
1. （第1、6話）
歌：友兼（CV：澤城美雪）
作詞：Noria；作曲、編曲：酒井陽一
2. （第2、8、11話）
歌：山口如月（CV：戶松遥）
作詞：Noria；作曲、編曲：酒井陽一
3. （第3、7話）
歌：野田美希（CV：德永愛）
作詞：Noria；作曲：酒井陽一；編曲：大場敬朗
4. （第4、9話）
歌：大道雅（CV：名塚佳織）
作詞：Noria；作曲：酒井陽一；編曲：大場敬朗
5. （第5、10話）
歌：野崎奈三子（CV：堀江由衣）
作詞：Noria；作曲、編曲：酒井陽一
6. 「ココロいろ palettes」（第12話、OVA）
歌：GA元気ガールズ（トモカネ/キサラギ/ノダミキ）（CV：沢城みゆき、戸松遥、徳永愛）
作詞：Noria、作曲：安部純、編曲：武藤星児

印象曲
1. 「色彩戦隊イロドルンジャー」
歌：イロドルンジャー(トモカネ．キサラギ．ノダミキ．キョージュ．ナミコ)(CV：澤城美雪、戶松遥、德永愛、名塚佳織、堀江由衣)
作詞：Noria、作曲、編曲：酒井陽一

### 各話資料
| 話數   | 標題 | 中文標題         | TVB標題                | 腳本     | 分鏡              | 演出                    | 作畫監督                    |
| ------ | ---- | ---------------- | ---------------------- | -------- | ----------------- | ----------------------- | --------------------------- |
| 第1話  |      | 一起來畫畫       | 一起畫畫，一起玩吧     | 待田堂子 | 櫻井弘明          | 櫻井弘明                | 渡邊敦子                    |
| 第2話  |      | 神的鉛筆         | 神之鉛筆               | 待田堂子 | 櫻井弘明          | 中川聰                  | 神谷智大 森悦史             |
| 第3話  |      | 捉迷藏拼貼圖     | 鬼遊戲拼貼畫           | 待田堂子 | 初見浩一 櫻井弘明 | 赤城博昭                | 石丸賢一 末廣直貴           |
| 第4話  |      | 拍照機靈的留校者 | 相片機智的加班一族     | 待田堂子 | 川口理惠          | 鈴木薫                  |                             |
| 第5話  |      | 生活設計部長小屋 | 生活設計會長小屋       | 待田堂子 | 植田洋一          | 植田洋一                |                             |
| 第6話  |      | 美術部公館       | 美術部新會員           | 待田堂子 | 岡本英樹          | 岡本英樹                | 石野聰 藤卷裕一（輔助）     |
| 第7話  |      | 錯覺畫           | 錯覺畫                 | 待田堂子 | 川口理惠          | 則座誠                  | 山崎克之                    |
| 第8話  |      | 超現實主義       | 超現實主義             | 待田堂子 | 釘宮洋            | 清水聰 金子祥之（助手） | 藤原未来夫 羽野廣範（輔助） |
| 第9話  |      | 強風空想         | 強風幻想               | 待田堂子 | 釘宮洋            | 則座誠                  | 古川英樹                    |
| 第10話 |      | 生與死的境界     | 題目是「生與死的交界」 | 待田堂子 | 鈴木薫            | 鈴木薫                  | 中野りょうこ                |
| 第11話 |      | 幸褔的結局       | 幸褔的結局             | 待田堂子 | 玉川真人          | 植田洋一                | 石井ゆみこ                  |
| 第12話 |      | 魔女的大鍋       | 魔女火鍋               | 待田堂子 | 櫻井弘明          | 櫻井弘明                | 古川英樹                    |
| OVA    |      | 想畫下藍天       | 畫出藍天               | 待田堂子 | 岡本英樹          | 赤城博昭                | 古川英樹                    |

### 播放電視台
日本深夜動畫：下文記載的日本国内播放時間使用日本標準時間（UTC+9）表示。因為部分時間标识會採用30小时制，因此請留意这类超过24:00的时间，其實際播放時間為翌日清晨。
| 播放地域   | 電視台       | 播放期間                 | 播放時間                   | 放送系列              |
| ---------- | ------------ | ------------------------ | -------------------------- | --------------------- |
| 近畿廣域圈 | 讀賣電視台   | 2009年7月6日 - 9月21日   | 星期一 26時14分 - 26時44分 | 日本電視系            |
| 福井縣     | 福井放送     | 2009年7月8日 - 9月23日   | 星期三 25時35分 - 26時05分 | 日本電視系 朝日電視網 |
| 千葉縣     | 千葉電視台   | 2009年7月8日 - 9月23日   | 星期三 26時30分 - 27時00分 | 獨立UHF局             |
| 群馬縣     | 群馬電視台   | 2009年7月11日 - 9月26日  | 星期六 24時00分 - 24時30分 | 獨立UHF局             |
| 神奈川縣   | 神奈川電視台 | 2009年7月11日 - 9月26日  | 星期六 25時00分 - 25時30分 | 獨立UHF局             |
| 埼玉縣     | 埼玉電視台   | 2009年7月13日 - 9月28日  | 星期一 23時00分 - 23時30分 | 獨立UHF局             |
| 栃木縣     | 栃木電視台   | 2009年7月13日 - 9月28日  | 星期一 25時00分 - 25時30分 | 獨立UHF局             |
| 岐阜縣     | 岐阜放送     | 2009年7月14日 - 9月29日  | 星期二 25時45分 - 26時15分 | 獨立UHF局             |
| 三重縣     | 三重電視台   | 2009年7月14日 - 9月29日  | 星期二 26時50分 - 27時20分 | 獨立UHF局             |
| 日本全國   | AT-X         | 2009年7月23日 - 10月8日  | 星期四 11時00分 - 11時30分 | 衛星電視              |
| 日本全國   | ShowTime     | 2009年7月29日 - 10月14日 | 星期三 12時00分更新        | 網絡電視              |

| 播放地區 | 播放電視台 | 播放日期               | 當地播放時間           | 所屬聯播網  | 備註       |
| -------- | ---------- | ---------------------- | ---------------------- | ----------- | ---------- |
| 香港     | 翡翠台     | 2010年7月24日－9月12日 | 星期六、日 16:00-16:30 |             |            |
| 臺灣     | Animax HD  | 2016年8月23日－9月4日  | 每日 22:30－23:00      | 中華電信MOD | 有重播時段 |

## 遊戲
- 2010年7月29日，由Russell在PSP平台上制作的冒險遊戲「GA 藝術科美術設計班 Slapstick WONDER LAND」发售。

## 註解
1. ↑  Foote, Aiden. . THEM Anime Reviews.   [2020-05-22]. （原始内容存档于2021-01-20）.
2. ↑  Loo, Egan. . Anime News Network. 2008-12-03  [2020-05-22]. （原始内容存档于2021-01-26）.
3. 1 2 3 4 5 6 7 8 9 10 11 12  .   [2017年3月2日]. （原始内容存档于2017年1月28日） （日语）.
4. ↑  名塚佳織的姐姐（網路電台節目第5回）
5. ↑  連載時為汽車整備科，在單行本第二集裡封面則記載為工業科汽車整備班，故以單行本為準。
6. 1 2  出自第二卷裡封面。
7. ↑  電視未收錄，收錄在2010年4月2日發售的全1巻的OVA DVD內，而香港、台灣則以第十三集名義在電視上播放。
8. ↑  台灣Animax臉書HD部分 （页面存档备份，存于），2016/12/20閱覽

## 外部連結
- 電視動畫官方網站（页面存档备份，存于）（日語）